# Clemensiella
Clemensiella es un género de plantas fanerógamas de la familia Apocynaceae. Contiene dos especies. Es originario de Asia donde se distribuye por Filipinas y Sumatra.

## Descripción
Son enredaderas herbáceas, glabras. Sus finas hojas son coriáceas de 7 cm de longitud y  3 cm de ancho, elípticas, basalmente redondeadas con el ápice acuminado y glabras.
Las inflorescencias extra-axilares, solitarias, más cortas que las hojas adyacentes, con pocas flores y pedúnculo carnoso. Las flores son nectaríferas. 

## Taxonomía
El género fue descrito por Rudolf Schlechter y publicado en Repert. Spec. Nov. Regni Veg. 13: 566. 1915.

## Especies
| - Clemensiella dischidioides Elmer ex Merr. - Clemensiella mariae Schltr. |